# Sacoila argentina
Sacoila argentina là một loài thực vật có hoa trong họ Lan. Loài này được (Griseb.) Garay miêu tả khoa học đầu tiên năm 1980.